# Liste der Naturdenkmale in Waiblingen
| Naturdenkmale | Anzahl |
| ------------- | ------ |
| FND           | 21     |
| END           | 8      |
| Gesamt        | 29     |

Die Liste der Naturdenkmale in Waiblingen nennt die verordneten Naturdenkmale (ND) der im baden-württembergischen Rems-Murr-Kreis liegenden Stadt Waiblingen. In Waiblingen gibt es insgesamt 29 als Naturdenkmal geschützte Objekte, davon 21 flächenhafte Naturdenkmale (FND) und 8 Einzelgebilde-Naturdenkmal (END).
Stand: 5. Juni 2025.

## Einzelgebilde (END)
| Name                                               | Bild | Kennung     | Einzelheiten | Position | Fläche Hektar | Datum         |
| -------------------------------------------------- | ---- | ----------- | ------------ | -------- | ------------- | ------------- |
| Alter Birnbaum                                     |      | 81190790034 | Waiblingen   | ⊙        | 0,0           | 17. Aug. 1981 |
| Birnbaum                                           |      | 81190790009 | Waiblingen   | ⊙        | 0,0           | 31. Dez. 1986 |
| Dolinen im Unteren Zuckmantel „Baure-Hanse-Löcher“ | BW   | 81190790029 | Waiblingen   | ⊙        | 0,0           | 23. Aug. 1979 |
| Eiche bei der Michaeliskirche                      |      | 81190790035 | Waiblingen   | ⊙        | 0,0           | 17. Aug. 1981 |
| Eiche bei der Schiller-Schule                      |      | 81190790014 | Waiblingen   | ⊙        | 0,0           | 31. Dez. 1986 |
| Eiche                                              |      | 81190790026 | Waiblingen   | ⊙        | 0,0           | 23. Aug. 1979 |
| Linde mit Alter Steinbank                          |      | 81190790019 | Waiblingen   | ⊙        | 0,0           | 13. Nov. 1992 |
| 2 Eichen                                           |      | 81190790011 | Waiblingen   | ⊙        | 0,0           | 31. Dez. 1986 |
| Legende für Naturdenkmal                           |      |             |              |          |               |               |

## Ehemalige Naturdenkmale
| Name                       | Bild | Kennung     | Einzelheiten | Position | Fläche Hektar | Datum         |
| -------------------------- | ---- | ----------- | --- | -------- | ------------- | ------------- |
| Schwarze Rems              |      |             | Waiblingen Aufgegangen in Naturschutzgebiet Unteres Remstal                                                             | ???      | 0,0           | 30. Juli 1974 |
| Wasserfall des Zipfelbachs | BW   | 81190790018 | Waiblingen, Winnenden Aufgegangen in Naturschutzgebiet Oberes Zipfelbachtal mit Seitenklinge und Teilen des Sonnenbergs | ⊙        | 0,6           | 30. Juli 1974 |
| Ulme                       |      |             | Waiblingen Blumenstraße 31                                                                                              | ???      | 0,0           | 23. Aug. 1979 |
| Auenwaldrest               |      |             | Waiblingen Aufgegangen in Naturschutzgebiet Unteres Remstal                                                             | ???      | 0,0           | 23. Aug. 1979 |
| Froschlache und Gehölz     |      |             | Waiblingen | ???      | 0,0           | 23. Aug. 1979 |
| Legende für Naturdenkmal   |      |             | |          |               |               |